# Korczyk
Korczyk – dawna jednostka objętości, stosowana dla ciał sypkich po 1764 roku. Jeden korczyk odpowiadał 16 garncom. Inna nazwa Korczyka to mierzyca. 1 mierzyca wynosiła ok. 50-60 kg.